# Гудков Дмитро Ігорович
Гудко́в Дмитро́ І́горович (англ. Dmitri Gudkov, нар. 23 квітня 1966, Київ) — український вчений у галузі радіобіології, радіоекології та гідробіології, завідувач відділу водної радіоекології Інституту гідробіології Національної академії наук України (з 2007), доктор біологічних наук (2006), професор (2020), член-кореспондент НАН України (2021).

## Життєпис
Народився 23 квітня 1966 р. у Києві в родині біологів Гудкова Ігоря Миколайовича та Гудкової Олени Григорівни. Онук Гудкова Миколи Федоровича. З дитинства захоплювався біологією і зоологією. У 1983 р. закінчив середню школу № 179 (з 2009 р. — гімназія) та вступив на біологічний факультет Київського державного університету ім. Т. Г. Шевченка (з 1994 р. — Київський національний університет імені Тараса Шевченка). Водночас почав працювати на посаді старшого лаборанта у відділі популяційної екології наземних хребетних Інституту зоології ім. І. І. Шмальгаузена АН УРСР під керівництвом к.б.н. (нині академіка НАН України, д.б.н., проф.) Ємельянова Ігоря Георгійовича.
Після закінчення 1-го курсу — строкова служба у ЗС СРСР (призов студентів у 1980-і роки): липень-листопад 1984 р. — Школа молодших авіаційних фахівців (в.ч. 78436), м. Дніпродзержинськ — курсант; 62-й винищувальний авіаційний полк ВПС Одеського військового округу (в.ч. 49222), аеродром Бельбек (с. Любимівка, Кримська обл.) — механік-стажер (Су-15ТМ); грудень 1984 — квітень 1986 рр. — 2-а ескадрилья 933-го винищувального авіаційного полку 11-ї дивізії ППО Київського військового округу (в.ч. 65244), аеродром Кайдаки (м. Дніпропетровськ) — механік бортових радіолокаційних засобів виявлення цілей і наведення ракет (МіГ-25П), рядовий склад. Спеціаліст 1-го класу, нагороджений нагрудним знаком «Відмінник військово-повітряних сил».
У 1986 р. після завершення служби відновився на 2-й курс біологічного факультету Київського державного університету ім. Т. Г. Шевченка. Курсові роботи виконував в Інституті рибного господарства ВУАСГН (керівник — К. Б. Ставровський) та Інституті зоології ім. І. І. Шмальгаузена АН УРСР (керівник — к.б.н. Ю. В. Мовчан). Літні польові практики проходив на базі Канівського та Карадазького природних заповідників, Карадазької біологічної станції (1987 р.); Далекосхідного морського, Уссурійського, Лазовського державних природних заповідників, заповідника Кедрова Падь, Тихоокеанського науково-дослідного інституту рибного господарства та океанографії (1988 р.).
У 1989 р. на 4-му курсі університету розпочав свої перші дослідження у галузі водної радіоекології. Переддипломну (1989 р.) та дипломну (1990 р.) практики проходив у відділі радіаційної і хімічної біології Інституту біології південних морів ім. О. О. Ковалевського АН УРСР (м. Севастополь) під загальним керівництвом видатного українського радіобіолога, фундатора морської радіоекології, члена-кореспондента (пізніше академіка) НАН України Полікарпова Геннадія Григоровича. У 1990 р. захистив дипломну роботу «Стронцій-90 і цезій-137 у харчових ланцюгах риб Чорного моря після аварії на Чорнобильській АЕС». У цьому ж році закінчив Київський державний університет ім. Т. Г. Шевченка зі спеціальності «Зоологія і ботаніка», отримавши кваліфікацію «Біолог-зоолог хребетних, викладач біології та хімії», і почав працювати на посаді інженера у відділі прісноводної радіоекології Інституту гідробіології АН УРСР під керівництвом д.б.н., проф. Кузьменка Михайла Ілліча — засновника української школи прісноводних радіоекологів.
У 1991 р. вступив до аспірантури інституту за спеціальністю гідробіологія-радіоекологія. У 1996 р. в Інституті експериментальної патології, онкології і радіобіології ім. Р. Є. Кавецького НАН України захистив дисертацію на здобуття наукового ступеня кандидата біологічних наук «Тритій у прісних водах України та його дія на гідробіонтів» зі спеціальності «Радіобіологія» (науковий керівник — М. І. Кузьменко). Впродовж 1994—2007 рр. займав посади від молодшого до провідного наукового співробітника, заступника завідувача відділу Інституту гідробіології НАН України. У 1996—2005 рр. — голова Ради молодих дослідників інституту. Член Вченої ради інституту з 1997 р.
Брав участь у численних експедиційних дослідженнях р. Дніпро, його водосховищ та приток, а також водойм районів розташування Запорізької, Хмельницької, Рівненської та Чорнобильської атомних електростанцій. У 2003 р. присвоєно вчене звання старшого наукового співробітника зі спеціальності «Гідробіологія». У 2006 р. у Київському національному університеті імені Тараса Шевченка захистив дисертацію на здобуття наукового ступеня доктора біологічних наук «Радіонукліди в компонентах водних екосистем зони відчуження Чорнобильської АЕС: розподіл, міграція, дозові навантаження, біологічні ефекти» зі спеціальності «Радіобіологія» (науковий консультант — М. І. Кузьменко). З 2007 р. — завідувач відділу прісноводної радіоекології (з 2008 р. — відділ водної радіоекології). У 2020 р. присвоєно вчене звання професора зі спеціальності 091 Біологія. 26 травня 2021 р. обраний членом-кореспондентом НАН України по Відділенню загальної біології зі спеціальності «Радіобіологія». Одружений, має сина та дочку.

## Наукова діяльність
Основні наукові здобутки Д. І. Гудкова пов'язані з вивченням особливостей концентрування, міграції та перерозподілу головних дозоутворювальних радіонуклідів та їх фізико-хімічних форм в абіотичних і біотичних компонентах прісноводних екосистем; аналізом формування потужності поглиненої дози для водних організмів за рахунок зовнішніх і внутрішніх джерел іонізуючого випромінювання; оцінкою радіаційно-індукованих цитогенетичних і соматичних порушень у гідробіонтів за умов хронічного впливу малих доз у природних водоймах та при гострому експериментальному опроміненні, а також із дослідженням відновлювальних процесів у водних екосистемах, які зазнали інтенсивного радіонуклідного забруднення.
Співпрацюючи з підприємствами Державного агентства України з управління зоною відчуження (ДСП «Екоцентр», ДСП «Чорнобильська АЕС»), здійснив понад 70 експедицій у Чорнобильську зону відчуження з українськими та закордонними вченими, зокрема, в рамках спільних проектів з науковцями Великої Британії (TREE) та Японії (SATREPS), в ході виконання яких були отримані унікальні дані щодо радіонуклідного забруднення водних екосистем і тривалого впливу іонізуючого випромінювання на водні організми. Регулярно виступає з лекціями та доповідями на міжнародних і вітчизняних наукових зібраннях, а також у вищих навчальних закладах, зокрема, у Портсмутському університеті (Велика Британія), Фукусімському університеті (Японія), Національному університеті біоресурсів і природокористування України в рамках українсько-нідерландської навчальної програми тощо. Впродовж 2007—2009, 2011—2015 рр. — професор (на умовах погодинної оплати праці) кафедри екологічної безпеки Інституту новітніх технологій Національного авіаційного університету МОН України (спецкурс «Радіаційна біологія і радіоекологія»).
Є експертом МАГАТЕ у галузі водної радіоекології, членом низки міжнародних і вітчизняних наукових товариств , а також автором та співавтором понад 650 наукових публікацій, серед яких 7 монографій, близько 170 статей у фахових виданнях, що рецензуються, 15 патентів на винаходи і корисні моделі, 2 навчальних посібника . Під керівництвом Гудкова Д. І. захищено 3 кандидатські дисертації зі спеціальностей «Гідробіологія» та «Іхтіологія» . Індекс Гірша у Scopus — 15 (614 цитувань за 303 документами), у Google Scholar — 17 (1424 цитування).

## Премії та нагороди
- Премія Національної академії наук України для молодих вчених за цикл робіт «Екологічні закономірності в умовах дії природних і антропогенних чинників» (1997)[14];
- The Ibaraki Kasumigaura Prize, supported by the Ibaraki Prefectural Government (Japan), for paper «Radioactive Contamination of Lakes within the Chernobyl NPP Exclusion Zone» given during the 8th International Conference on the Conservation and Management of Lakes, Copenhagen, Denmark (1999)[15];
- Почесна нагорода Голови Київської міської державної адміністрації для молодих вчених на честь Всесвітнього дня науки (1999);
- Почесна грамота Президії і Центрального комітету профспілки Національної академії наук України за багаторічну сумлінну працю, вагомий особистий внесок у розвиток вітчизняної науки і у зв'язку з 60-річчям від дня заснування Інституту гідробіології НАН України (2000);
- The Ibaraki Kasumigaura Prize, supported by the Ibaraki Prefectural Government (Japan), for paper «The Radionuclides in Lake Ecosystems within the Chernobyl Accident Exclusion Zone: Ten Years of Researches» given during the 12th World Lake Conference, Jaipur, India (2007)[16];
- Certificate of Appreciation from the American Chemical Society (ACS) for Valuable Contribution and Dedicated Service in the Peer Review of Manuscripts Submitted to ACS Journals (2011);
- Почесна грамота Верховної Ради України «За особливі заслуги перед Українським народом»[17] (2015);
- Ювілейна почесна грамота Президії Національної академії наук України (100 років НАН України)[18] за досягнення у вирішенні найважливіших наукових і науково-технічних проблем, впровадження розробок в народне господарство і практику соціально-культурного будівництва, підготовки та виховання кадрів, активну участь у суспільному житті і самовіддану сумлінну працю (2018).

## Керівництво дисертаційними дослідженнями
- Дзюбенко Олена Володимирівна «Вплив йонізувального випромінення на цитогенетичні та гематологічні характеристики ставковика звичайного (Lymnaea stagnalis L.)», дисертація на здобуття наукового ступеня кандидата біологічних наук за спеціальністю 03.00.17 — гідробіологія (2012)[19];
- Ганжа Христина Дмитрівна «Роль гідробіонтів у трансформації фізико-хімічних форм радіонуклідів у водних екосистемах», дисертація на здобуття наукового ступеня кандидата біологічних наук за спеціальністю 03.00.17 — гідробіологія (2015);
- Поморцева Наталія Анатоліївна «Гематологічні показники риб у водоймах з різним рівнем радіонуклідного забруднення», дисертація на здобуття наукового ступеня кандидата біологічних наук за спеціальністю 03.00.10 — іхтіологія (2019).

## Стипендії
- Стипендіат Міністерства у справах науки і технологій України для молодих вчених[20] (1996—1997);
- Стипендіат Президента України для молодих вчених[21] (1997—1998);
- Стипендіат Президента України для молодих вчених (1999—2000);
- Стипендіат Президента України для молодих вчених (2001—2002).

## Закінчені навчальні курси
- Third Summer School of the International Union of Radioecology, September 1997, Neptun[en], Romania;
- «Dosimetry for Radiobiology» Training Course, supported by the European Commission within the framework of the ERPET (European Radiation Protection Education and Training) initiative and organized by the TNO Centre for Radiological Protection and Dosimetry (NL), in collaboration with the European Radiation Dosimetry Group (EURADOS) and the European Late Effects Project Group (EULEP), May 1998, Leiden, the Netherlands;
- «Leadership for Environment and Development (LEAD)» Fellowship Training Programme, supported by the Rockefeller Foundation, 10th Cohort, December 2002—April 2004, Russia, Mexico, Thailand, Great Britain.

## Спеціалізовані вчені, науково-технічні та конкурсні ради
- Член спеціалізованої вченої ради Д 26.213.01 з правом прийняття до розгляду та проведення захисту дисертацій на здобуття наукового ступеня кандидата і доктора біологічних наук за спеціальностями: 03.00.17 — гідробіологія, 03.00.10 — іхтіологія[22]. Інститут гідробіології НАН України;
- Член спеціалізованої вченої ради К 26.202.01 з правом прийняття до розгляду та проведення захисту дисертацій на здобуття наукового ступеня кандидата біологічних наук за спеціальностями: 03.00.01 — радіобіологія, 03.00.15 — генетика, 03.00.20 — біотехнологія[23]. Інститут клітинної біології та генетичної інженерії НАН України;
- Голова спеціалізованої вченої ради ДФ 26.213.001 з правом прийняття до розгляду та проведення разового захисту дисертацій на здобуття ступеня доктора філософії за спеціальністю 091 «Біологія» (09 «Біологія»)[24], Інститут гідробіології НАН України;
- Член Науково-технічної ради Державного агентства України з управління зоною відчуження[25];
- Член Конкурсної комісії з відбору наукових і науково-технічних робіт для фінансування за напрямом «Підтримка пріоритетних для держави наукових досліджень і науково-технічних (експериментальних) розробок» Секції хімічних і біологічних наук Національної академії наук України.
- Член Постійної комісії з наукових напрямів Секції хімічних і біологічних наук Національної академії наук України.
- Член Наукового комітету Національної ради України з питань розвитку науки і технологій (з 2025 р.)

## Членство у наукових товариствах
- ERRS — European Radiation Research Society (formerly ESRB — the European Society of Radiation Biology) (з 1993);
- Гідроекологічне товариство України[26] (з 1993, член Президії з 2012);
- SIL — International Society of Limnology[en] (1994—2012);
- Радіобіологічне товариство України (з 1995);
- ENS — European Nuclear Society[en] (1995—2008);
- IUR — International Union of Radioecology (з 1997);
- EEIU — Eco-Ethics International Union (1999—2015);
- INTECOL — International Association for Ecology (з 2002);
- IAHS — International Association of Hydrological Sciences[en] (з 2003, member no. 12614);
- ISTEB — International Society of Trace Element Biogeochemistry (з 2006).

## Редакційна діяльність
- Член редакційної колегії та науковий редактор-упорядник (з 2007 р.) розділу «Водна радіоекологія» «Гідробіологічного журналу»[27] (видавництво Інституту гідробіології НАН України, включений до Переліку наукових фахових видань України категорії «А») та його англомовної версії «Hydrobiological Journal»[28] (видавництво Begell House Inc., USA), що індексується бібліографічними базами даних Scopus, Clarivate, EBSCO, British Library, Ulrishweb тощо.
- Член редакційної колегії (з 2021 р.) журналу «Екологічна безпека та технології захисту довкілля» (видавництво Наукового парку Державної екологічної академії післядипломної освіти та управління «Чорнобиль» Міністерства захисту довкілля та природних ресурсів України). Журнал включений до Переліку наукових фахових видань України категорії «Б».
- Член редакційної колегії (з 2021 р.) збірника наукових праць «Проблеми радіаційної медицини та радіобіології — Problems of Radiation Medicine and Radiobiology» (видавництво Державної установи "Національний науковий центр радіаційної медицини Національної академії медичних наук України). Збірник включений до Переліку наукових фахових видань України (категорія «А») та індексується в базах даних PubMed/MEDLINE, Scopus, INIS[en], EBSCO, Ulrich's Periodicals Directory, CrossRef.
- Член редакційної колегії (з 2024 р.) журналу «Ядерна фізика та енергетика — Nuclear Physics and Atomic Energy» (видавництво Інституту ядерних досліджень НАН України). Журнал включений до Переліку наукових фахових видань України (категорія «А») та індексується в базах даних, Scopus, INIS[en], EBSCO, DOAJ тощо.

## Експертна діяльність
- Експерт Міжнародної агенції з атомної енергії (IAEA) у галузі водної радіоекології;
- Експерт Національного фонду досліджень України;
- Член Експертної комісії з проведення державної атестації наукових установ Міністерства освіти і науки України[29][30];
- Член Експертної групи ЕГ-03 за напрямом природничих наук Міністерства освіти і науки України з оцінювання ефективності діяльності наукових установ.
- Член Робочої групи з розроблення методичних документів та порядку визначення шкоди та нарахування збитків, завданих природним ресурсам та навколишньому природному середовищу внаслідок російської збройної агресії при Оперативному штабі Державної екологічної інспекції України.
- Експерт Міністерства освіти і науки України для проведення наукової та науково-технічної експертизи об'єктів експертизи у сфері наукової та науково-технічної діяльності[31].

## Найбільш вагомі публікації за 2016—2023 рр.
- Ganzha C.D., Gudkov D.I., Abramiuk I.I., Kaglyan O.Y. (2023) Skeletal abnormalities in juvenile fish from the cooling pond of the Chornobyl nuclear power plant. European Physical Journal: Special Topics, 232 (10), P. 1607–1615.

- Belyaev V.V., Volkova O.M., Gudkov D.I., Prishlyak S.P., Skyba V.V. (2023) Radiation dose reconstruction for higher aquatic plants and fish in Glyboke Lake during the early phase of the Chernobyl accident. Journal of Environmental Radioactivity, 263, 107169.

- Bezhenar R., Zheleznyak M., Kanivets V., Protsak V., Gudkov D., Kaglyan A., Kirieiev S., Gusyev M., Wada T., Udovenko O., Nasvit O. (2023) Modelling of the Fate of 137Cs and 90Sr in the Chornobyl Nuclear Power Plant Cooling Pond before and after the Water Level Drawdown. Water (Switzerland), 15 (8), 1504.

- Kaglyan O.Ye., Gudkov D.I., Belyaev V.V., Kireev S.I., Yurchuk L.P., Drozdov V.V., Pomortseva N.L., Pryshlyak S.P., Gupalo O.O., Abram’yuk, I.I., Men’kovska, M.O. (2023) Changes in Radiation Exposure Rate of Fish of the Cooling Pond of the Chornobyl NPS and Lake Azbuchyn after Water Level Lowering. Hydrobiological Journal, 59 (2), P. 96–109.

- Zub L.M., Prokopuk M.S., Gudkov D.I. (2023) Long-Term Observations over the Structure of Macrophyte Communities in Floodplain Water Bodies of the Chornobyl Exclusion Zone. Hydrobiological Journal, 59 (2), P. 39–53.

- Mironyuk I., Kaglyan A., Vasylyeva H., Mykytyn I., Gudkov D., Turovska L. (2022) Investigation of the chemical and radiation stability of titanium dioxide with surface arsenate groups during 90Sr adsorption. Journal of Environmental Radioactivity, 251—252, 106974.
- Chen G., Stepanenko A., Lakhneko O., Zhou Yu., Kishchenko O., Peterson A., Cui D., Zhu H., Xu J., Morgun B., Gudkov D., Friesen N., Borysyuk, M. (2022) Biodiversity of Duckweed (Lemnaceae) in Water Reservoirs of Ukraine and China Assessed by Chloroplast DNA Barcoding. Plants, 11 (11), 1468.
- Kaglyan A.Ye., Gudkov D.І., Кіreev S.І., Klenus V.G., Belyaev V.V., Yurchuk L.V., Drozdov V.V., Hupalo О. О. (2021) Dynamics of specific activity of 90Sr and 137Cs in representatives of ichthyofauna of Chornobyl exclusion zone. Nuclear Physics and Atomic Energy, 22 (1), P. 62–73.
- Belyayev V.V., Volkova O.M., Gudkov D.I., Prishlyak S.P., Skiba V.V. (2021) Reconstruction of the absorbed dose of ionizing radiation in fish of the Glyboke Lake over the early phase of the Chernobyl accident. Hydrobiological Journal. Vol. 57, No 4. — P. 86–95.
- Iavniuk A.A., Shevtsova N.L., Gudkov D.I. (2020) Disorders of the initial ontogenesis of seed progeny of the common reed (Phragmites australis) from water bodies within the Chernobyl Exclusion Zone. Journal of Environmental Radioactivity. — Vol. 218. — 106256.
- Ganzha Ch.D. Gudkov D.I. Ganzha D.D., Nazarov A.B. (2020) Accumulation and distribution of radionuclides in higher aquatic plants during the vegetation period. Journal of Environmental Radioactivity. — Vol. 222. — 106361.
- Lerebours A., Robson S., Sharpe C., Nagorskaya L., Gudkov D., Haynes-Lovatt C., Smith J. (2020) Transcriptional changes in the reproductive system of fish from Chernobyl. Environmental Science & Technology. — Vol. 54, No 16. — P. 10078–10087.
- Bugai D., Dubas V., Dyachenko T., Faybishenko B., Gudkov D., Kanivets V., Kashparov V., Kireev S., Krasnov V., Lanskih F., Laptev G., Monken-Fernandes H., Nasvit O., Obrizan S., Oskolkov B., Protasov A., Protsak V., Scherbak V., Skalskyy A., Voitsekhovitch O., Zheleznyak M., Zub L. (2019) Environmental impact assessment of the drawdown of the Chernobyl NPP cooling pond as a basis for its decommissioning and remediation. Series: IAEA TECDOC, ISSN 1011-4289, no. 1886. — Vienna: International Atomic Energy Agency. — 175 p.
- Pomortseva N.A., Gudkov D.І. (2019) Effect of additional acute irradiation on cytomorphological abnormalities of erythrocytes of the Prussian carp (Carassius gibelio Bloch) from water body contaminated with radionuclides // Problems of Radiation Medicine and Radiobiology. — Vol. 24. — P. 270—283.
- Kaglyan A.Ye., Gudkov D.I., Kireyev S.I., Yurchuk L.P., Gupalo Ye.A. Fish of the Chernobyl exclusion zone: modern levels of radionuclide contamination and radiation doses // Hydrobiological Journal. — 2019. — Vol. 55, No 5. — P. 81–99.
- Fuller N., Ford A.T., Lerebours A., Gudkov D.I., Nagorskaya L.L., Smith J.T. (2019) Chronic radiation exposure at Chernobyl shows no effect on genetic diversity in the freshwater crustacean, Asellus aquaticus thirty years on // Ecology and Evolution. — Vol. 9, No 17. — P. 10135–10144.
- Volkova Ye.N., Belyayev V.V., Gudkov D.I., Prishlyak S.P., Parkhomenko A.A. (2019) 137Cs in higher aquatic plants and fish of water bodies of Ukraine // Hydrobiological Journal. — Vol. 55, No 3. — P. 86–94.
- Lerebours A., Gudkov D., Nagorskaya L., Kaglyan A., Rizewski V., Leshchenko A., Bailey E.H., Bakir A., Ovsyanikova S., Laptev G., Smith J.T. Impact of environmental radiation on the health and reproductive status of fish from Chernobyl // Environmental Science & Technology. — 2018. — Vol. 52 (16). — P. 9442–9450.
- Fuller N., Ford A.T., Nagorskaya L.L., Gudkov D.I., Smith J.T. Reproduction in the freshwater crustacean Asellus aquaticus along a gradient of radionuclide contamination at Chernobyl // Science of the Total Environment. — 2018. — Vol. 628—629. — P. 11–17.
- Fuller N., Smith J.T., Nagorskaya L.L., Gudkov D.I., Ford A.T. Does Chernobyl-derived radiation impact the developmental stability of Asellus aquaticus 30 years on? // Science of the Total Environment. — 2017. — Vol. 576. — P. 242—250.
- Gudkov D.I., Shevtsova N.L., Pomortseva N.A., Dzyubenko E.V., Yavnyuk A.A., Kaglyan A.Ye., Nazarov A.B. Aquatic plants and animals in the Chernobyl exclusion zone: effects of long-term radiation exposure on different levels of biological organization // Genetics, Evolution and Radiation / V. Korogodina, C. Mothersill, S. Inge-Vechtomov, C. Seymour (Eds.). — Cham: Springer International Publishing AG, 2016. — P. 287—302.
- Gudkov D.I., Shevtsova N.L., Pomortseva N.A., Dzyubenko E.V., Kaglyan A.E., Nazarov A.B. Radiation-induced cytogenetic and hematologic effects on aquatic biota within the Chernobyl exclusion zone // Journal of Environmental Radioactivity. — 2016. — Vol. 151. — P. 438—448.